# Yunnan Bulls
Gli Yunnan Bulls sono stati una società cestistica avente sede a Kunming, in Cina. Fondati nel 2004, hanno gioca nel campionato cinese fino al 2010 quando non sono stati iscritti dalla federazione cinese per il non rispetto dei requisiti economici.